# سوتس
سوتس (بالإنجليزية: Suits)‏ هو مسلسل دراما قانونية أمريكي يتحدث عن المجال القانوني والمحاماة، يتكون من 9 مواسم. الموسم الأول يتكون من 12 حلقة، أما المواسم المتبقية تتكون من 16 حلقة الا الموسم التاسع 10حلقات .
بدأ بث المسلسل في 23 يونيو 2011 وانتهى في عام 2019. سوتس هو عبارة عن شركة خيالية للمحاماة توجد في مدينة نيويورك
نقطة الوصل في هذا المسلسل هو الموهبة مايك روس (باتريك آدامز) المنقطع عن الدراسة، والذي في البداية يعمل كمساعد محامي لهارفي سبيكتر (غابريل ماخت)، مع العلم أن مايك لم يذهب لكلية المحاماة من الأساس. المسلسل يركز على كون هارفي ومايك يعملون معًا لحل العديد من القضايا مع محاولتهم لإخفاء سر مايك.

## قصة المسلسل
تدور أحداث المسلسل في كواليس عالم المحاماة والقضايا، حيث ترتكز حول مايك روس، الشاب الذكي الطموح الذي لديه ذاكرة صورية قوية ولكنه لم يكمل دراسته الجامعية، إلا أن المصادفة تشاء أن ينجح في كسب ثقة المحامي الشهير هارفي سبيكتر، فيقوم بتعيينه مساعدًا له في الشركة الكبيرة التي يعمل بها رغم المخاطر الشديدة التي قد يتعرض لها الاثنان لو انكشف أمر مايك واتضح أنه ليس خريج جامعة هارفارد.

## الشخصيات الرئيسية
- جابريل ماخت : هارفي سبكتير، محامي وشريك بالاسم الثالث في شركة جيسيكا. أفضل مغلق صفقات في نيويورك. قام بتوظيف مايك روس لأنه يرى بأنه يشبهه كمحامي وأنه لا يوجد أحد أفضل منه. لديه غرور رائع يناسب شخصيته ولا يحب أن يظهر عواطفه أمام موكليه، وذو شخصية جادة وحازمة.
- باتريك . جاي . آدامز : مايكل جيمس (مايك روس) محامي لم يدخل كلية القانون لأنه غش في الامتحان لأحد أصدقائه وطرد منها. لديه ذاكرة فوتوغرافية للأحداث وإذا قرأ أي شيء يفهمه ولا ينساه أبداً.
- سارة رافيرتي : دونا روبرت بيلسين، سكرتيرة هارفي والحافظ الأول لأسراره، جلبها هارفي معه عندما كان يعمل مع المدعي العام.
- ميجان ماركل : راتشيل إليزابيث زين، صديقة مايك روس.
- ريك هوفمان : لويس. م. ليت، شريك بالاسم أيضًا في شركه جيسيكا، يسعى دائماً للحصول على كل شيء خصوصًا من هارفي، وهو المنافس له في كل شيء.
- جينا توريس : جسيكا لوردز بيرسون، رئيسة شركة المحاماة، وشريكة مؤسسة للشركة.

### الموسم الأول 2011
يبدأ المسلسل عندما يتفق مايك روس مع صديق طفولته تريفور للتجارة بالمخدرات حيث يقوم تريفور بإرسال مايك لعقد أحد صفقات المخدرات
ولكن بسبب ذكاء مايك يكتشف أن هناك كمين من الشرطة، فيقوم بالهرب ليجد نفسه داخل مكتب هارفي سبيكتر الذي كان يجري مقابلات
مع طلبة كلية هارفرد ليجد مساعد له، إلى أن تشاء الصدف أن يجتمع مايك مع هارفي ومن هنا تبدأ أحداث المسلسل.

### الموسم الثاني 2012-2013
بعد معرفة تريفور بما قام به مايك مع صديقته السابقة «جين» قام بالذهاب إلى جيسيكا وهي الشريك الرئيسي في هذه الشركة
ليقوم بالوشاية عن سر مايك لها، ولكنها لم تشأ أن تطرده وأرادت أن تُبقي الأمر سرًا أيضًا؛ لأنه يصادف احتمالية عودة
الشريك السابق دانييل هاردمن للشركة بعد قضية اختلاسه السابقة، وهذا الأمر الذي أخاف جيسيكا وهارفي كثيرًا بسبب الماضي
وفي نفس الوقت اتُّهم هارفي بإخفاء مستندات لقضية قديمة والذي لم يقم هو بإخفائها لأنه لم يرها أساسًا!
لتذهب دونا وتكتشف لاحقًا أنها السبب في عدم رؤية هارفي لهذه المستندات لتقوم مجددًا بعد العثور عليها بحرق الدليل
بعد معرفة جيسيكا لما فعلته دونا قامت بطردها من الشركة، بعد مدة تقرر جيسيكا بدمج شراكة مع إدوارد داربي
وهو صاحب شركات كبيرة في بريطانيا. حاول هارفي كثيرًا ليمنع هذا الاندماج لكنه لم ينجح. أما مايك
مع وفاة جدته أُصيب بحزن شديد لأنها كانت أسرته الوحيدة بعد وفاة والديه في حادث عندما كان صغيرًا، فقام بإخبار صديقته ريتشيل بسرّه.

### الموسم الثالث 2013-2014
مع بداية الاندماج وتحول اسم الشركة من بيرسون هاردمن إلى بيرسون داربي. قام هارفي بإتفاق سري مع داربي
لكي يقوموا باسقاط جيسيكا ويصبح هو الشريك الرئيسي في الشركة، بعدها حدث أن يقوم بقضية مع معلمه السابق كاميرون
الآن زبونة هارفي إيفا تم اتهامها بقضية قتل فقام داربي بإرسال مساعده الأيمن ستيفن من بريطانيا إلى أمريكا لمساعدة هارفي
لكن بعدما علم هارفي أن داربي أرسل ستيفن لكي يساعده باسقاط جيسيكا قام هارفي بإخبارها الحقيقة وطلب منها
أنه إذا فاز بهذه القضية سوف تجعله شريكا رئيسيًا في هذه الشركة. أما بعدما عرفت جيسيكا عن علاقة مايك وريتشل
طلبت من ريتشل توقيع عقد أنها تعلم عن سر مايك في حال قامت بالإبلاغ ستكون مذنبة هي أيضًا لاخفائها الحقيقة
أما لويس كان قريب من معرفة سر مايك إلا أن مايك أقنعه أنه ذهب لهارفرد ولكنه قام في تعديل درجته لمادة واحده فقط
وبعدها علم مايك أنه إذا استمر هنا فلن يستطيع أن يقوم بكتابة اسمه ف وصله عرض لشركة استثمار ووافق عليه.

### الموسم الرابع 2014-2015
بعدما انتقل مايك ليعمل في شركة استثمار شائت الصدف ان يقوم بالعمل في قضية ضد شركته السابقه
أو بمعنى أشمل ضد لوجن وهو الصديق السابق لريتشل ويكون محاميه هو هارفي
مما تسبب بالكثير من الاحداث المتسارعه بين هارفي ومايك كونهم في وضع صعب
متابعة للقضية قام مايك بالاتجاه لعمل صفقه مع أحد اخبث الاغنياء ليقوم بتمويله بهذه القضية
ف كان شرط شارليس فورتسمان لمايك بإن المال الذي يصلهم لا يصل لصاحب الشركة جونثان
ف وافق مايك ولكن بعدها قام فورتسمان بخيانة مايك واعلم جونثان بالأمر ليقوم جونثان بطرد مايك
ومن الجانب الآخر تقوم ريتشل بحل قضيه مع صديقها السابق لوجن لتحصل هناك لمحة من الماضي
قامت ريتشل باخبار دونا عما حدث ف طلبت منها دونا الصمت ولكن أبت ريتشل الا ان تخبر مايك
لان ضميرها يؤنبها مما أدى إلى شجار كبير بين لوجن ومايك ولكن هارفي قام بتهدئة الوضع
اما هارفي ستطاع ان يقوم بالاتفاق مع فورتسمان على عدم نقل المال ووافق فورتسمان
ولكنه قام بالاحتيال حيث نقل الاموال لبنوك خارجيه لمنع الضرائب مما جعل لويس بموقف صعب
لكنه لم يشأ ان يخبر أحد لان جيسيكا كانت سعيدة جدا بنجاحه ببداية الامر ف طلبت منه ان يطلب مايريد
ف أخبرها انه يريد ان يصبح شريك أساسي لكنها قالت له تعلم لا استطيع ف قال لها اريدك ان تعيدي مايك للشركة
بعد مدة علمت جيسيكا بخطأ لويس الكبير ف قامت بطرده من الشركة، ف أحس مايك بالندم فذهب إلى روبيرت زين
وطلب منه ان يوظف لويس عنده ف وافق بشرط ان يجلب لويس عميل واحد معه يقوم بأخذه من هارفي
بعدها قام مايك بزيارة لويس للتخفيف عنه مما جعله يخطئ خطأ فادح أدى إلى معرفة سر مايك
ف استغل هذا السر في ابتزاز جيسيكا لارجاعه للشركة ولكن ك شريك رئيسي
ولم تجد جيسيكا حل الا ان ترجعه ك شريك رئيسي ليصبح اسم الشركة بيرسون سبيكتر ليت
بنهاية الموسم قام مايك بطلب يد ريتشل ووافقت، وبعدها قام مايك باستلام أحد القضايا
ولكن واجهته مشكله بسيطه ف ارادت دونا ان تساعده ف قامت باختراق أحد القوانين
ولكن شاء القدر ان تٌكشف دونا مما جعل هارفي وريتشل ومايك يفعلون اقصى ماعندهم
لكي يقومون بابطال هذه القضية ونجحوا، بعدها بلحظة اندفاع قام هارفي باخبار دونا انه يحبها
مما جعلها تفكر بالامر كثيرا ولكن هارفي تجاهل الامر، صادف الامر ان تتوفى سكرتيرة لويس نورما
ف قامت دونا بمواساة لويس ومساعدته مما جعلها ان تختار ان تعمل للويس وتستقيل من العمل مع هارفي

### الموسم الخامس 2015-2016
قام هارفي بتعيين سكرتيرة جديدة جيدة، ولكنه لا زال يعاني من فقدان دونا بعد علاقة صداقة دامت سبع سنوات
ومر هارفي بأزمات هلع كثيرة واضطر أن يذهب لطبيبة نفسيه للعلاج، أما لويس ف كان يعاني من خوف
أن تقوم دونا بتركه ولكن بعد معرفته أن هارفي يدفع من حسابه الشخصي راتب ضخم لدونا طلب من جاك سولوف
لكي يقوم بمراقبة رواتب وتكاليف الموظفين مما أدى إلى مشاكل كبيرة بين لويس وجيسيكا، أيستر أخت لويس
جاءت لطلب المساعدة من هارفي في قضية طلاقها مما جعل لويس أن يطلب من هارفي أن لا ينام مع أخته
ولكن هارفي فعلها على كل حال وعندما علم لويس بالامر غضب كثيرا، أما عن علاقة ريتشل ومايك
قرروا تهدئة الأمور حتى يستطيعون مساعدة هارفي لكي ينتهي من هذه الأزمة التي يمر فيها
بعد عدة أحداث قرر مايك الاستقالة لأنه أراد أن يعيش لحظات سعيدة ويكون عائلة هادئة
بدلًا من عيشه لحظات رعب كل دقيقة خوفًا من اكتشاف سره، ولكن شاء القدر أن يُقبض عليه
ويذهب للمحاكمه ف يذهب هارفي ليمثله كمحامي ولكن مايك أراد أن يمثل نفسه
وبعد نقاش حاد وجلسات وهميه داخل الشركة استطاع هارفي اقناع مايك لكي يتركه ك محامي له
وعند اقتراب نهاية المحاكمة قرر مايك من تلقاء نفسه ان يعقد صفقه مع محامية الطرف الثاني
أن يقوم بالاعتراف مع تخفيف وعقوبة سجن سنتين، ووقع عقد انه لا يمكن لهارفي إلغاء هذه الصفقة
قبل العقوبة بيوم قرر مايك ان يتزوج من رايتشل في كنيسة ولكن مع آخر الثواني قرر الخروج
وترك ريتشل حره لم يُرد أن يربطها بعقد، وبدأت فترة عقوبته في السجن.

### الموسم السادس 2016
هذا الموسم يركز على مايك والسجن، يوجد في السجن شخص يدعى فرانك قالو وهو مجرم خطير
قام هارفي بوضعه هناك قبل 12 سنة وتوجد له مصالح كثيرة بالسجن مما جعله يجعل محاولة قتل مايك هدفا له
أفضل صديق في السجن لمايك هو كيفن ولكن بعد مده علم مايك انه يجب ان يكون مخبر عن كيفن
بسبب اتفاقية بين شون كاهيل وهارفي تنص على انه عندما يقوم مايك بالإبلاغ عن كيفن سوف يفرج عنه
اما في العالم الخارجي تقوم جيسيكا بالتخلي عن الشركة لتضعها بين ايدي هارفي ولويس
لانها ارادت ان تعيش حياة طبيعيه مع صديقها جيف مالانو في شيكاغو.

### الموسم السابع (2017–18)
يكافح الجميع في الشركة للتكيف مع الوضع الطبيعي الجديد بدون جيسيكا. تشغل دونا منصب مدير العمليات ، وينضم أليكس صديق هارفي إلى الفريق. يبدأ هارفي بمواعدة معالجته السابقة باولا. كانت نتائج جلسات لويس مع معالجته الدكتور ليبشيتز مختلطة. بدأت راشيل حياتها المهنية كمحامية ، بعد أن اجتازت العارضة. يواصل مايك العمل في الحالات المجانية في العيادة ، بمباركة هارفي ، لكن إحدى الحالات تعرض أليكس وهارفي وآخرين للخطر. عاود لويس وشيلا الاتصال ، كما فعلت جيسيكا مع عائلتها في شيكاغو. يقبل مايك وراشيل عرض عمل في سياتل لإدارة شركتهما الخاصة التي ترتدي بدل ويتزوجان قبل المغادرة. مع انتهاء الموسم ، فإن القضية التي تعرض سبكتر ليت للخطر هي عمل شركاء روبرت زان ، إلين راند وإريك كالدور . عندما يكتشف زين ذلك ، ينضم إلى سبيكتر ليت.

### الموسم الثامن (2018–19)
مع مغادرة مايك وراشيل بعد الزواج ، أصبح روبرت زين الآن الشريك الإداري لـ زين سبكتر ليت ، مع بقاء دونا في دورها كمدير للعمليات. روبرت يستأجر شريكًا جديدًا ، يده اليمنى والمثبت سامانثا ويلر. أصبح ويلر لاحقًا شريكًا في الاسم إلى جانب أليكس ويليامز. علم لويس أن شيلا حامل. كاترينا بينيت شريكة رئيسية وتكافح مع المشاعر الرومانسية لشريكها الشخصي المتزوج. اعترفت دونا وهارفي أخيرًا بمشاعرهما تجاه بعضهما البعض مع انتهاء الموسم الثامن ، لكن سوء تعامل دونا مع العميل / صديقها توماس كيسلر يجبر زين على التضحية بمسيرته القانونية من أجل مصلحة الشركة.

### الموسم التاسع (2019)
مع فصل روبرت الحالي، تم إرسال فاي ريتشاردسون ، وهو سيد خاص من الحانة ، للإشراف على الشركة بسبب إدراك التكتيكات المخادعة التي شاركوا فيها لسنوات. تعمل فاي على تفكيك الشركة وتدميرها ولكن لديها عدد قليل من الهياكل العظمية الخاصة بها والتي يمكن استخدامها لإنزالها. في نهاية الموسم: يتزوج لويس من شيلا ، وتلد شيلا طفلهما ، ويتزوج هارفي من دونا ، وينتقلان ليكونا مع مايك وراشيل في سياتل. جعل لويس كاترينا شريكًا في الاسم ويبقى ليقود الشركة ، المعروفة الآن باسم ليت ويلر ويليامز بينيت.

## روابط خارجية
- سوتس على موقع IMDb (الإنجليزية)
- سوتس على موقع ميتاكريتيك (الإنجليزية)
- سوتس على موقع روتن توميتوز (الإنجليزية)
- سوتس على موقع نتفليكس (الإنجليزية)
- سوتس على موقع أول موفي (الإنجليزية)
- سوتس على موقع فيلمافينيتي (الإسبانية)
- سوتس على موقع كينوبويسك (الروسية)
- سوتس على موقع ألو سيني (الفرنسية)
- سوتس على موقع قاعدة بيانات الفيلم (الإنجليزية)